# Linspire
Linspire（リンスパイア）は、アメリカLinspire社のLinuxディストリビューションである。
ディストリビューションの系列としてはDebian/GNU Linuxから派生している。Debian系は元々aptコマンドを利用することによって簡単にソフトウェアパッケージを追加できる。Linspireはこれをグラフィカルユーザインタフェース (GUI) 化し、CNR（旧・Click-N-Run）として特徴付けた。専用のWebサイトからソフトウェアを選択し、インストールボタンを押すだけでソフトウエアを追加できるというものである。全体にコマンドラインを使わなくてもすむように、GUIに特化しているのが特徴である。GUIのベースとしてはKDEを採用している。CD-ROMからブートしてハードディスクにインストールせずにそのまま利用できるタイプの製品もある。

## 歴史
元々は、Wineプロジェクトの成果をベースに、LinuxでWindowsのアプリケーションソフトウェアを動かせるWindows互換のLinuxディストリビューションとして開発が行われていた。しかし、Windowsとの互換性が不十分だった為、Linuxで動作するソフトウェアを組み合わせ、デスクトップに特化する方向に転換し、今のディストリビューションとなった。
当初は「Lindows」という名称であったが、Windowsと似ているとしてマイクロソフトにシアトル地裁で訴訟を起こされ、ほとんどの国でLinspireと製品名を変更した。日本では、アメリカと同じ「Lindows」の名称で販売されていたが、2004年7月19日に結ばれたマイクロソフトとの間の和解により、Lindows社は Linspire, Inc. への改称及び全ての製品からLindowsの名称を削除する事になった。
日本ではかつてライブドアが取り扱っていた。日本においても、バージョン5.0から「Linspire」に変更するとライブドアは2004年7月23日に発表し、開発（ローカライズ）も続けられていた。あわせて同社による日本語版公式サイトの表記も全てLinspireに変更される。しかし2005年8月8日、Linspire社との契約の終了に伴い日本語版の販売を終了すると発表し、8月31日を以て販売を終了。日本においてLinspireとして発売されることはなかった。
2008年7月2日、Linspire社は、Xandros社に買収された。